# 陳壮
陳 壮（ちん そう、1439年 - 1504年）は、明代の官僚。字は直夫、号は古迂。本貫は紹興府山陰県。

## 生涯
陳簡と徐氏のあいだの子として生まれた。1464年（天順8年）、進士に及第し、南京貴州道監察御史に任じられた。1467年（成化3年）、翰林院編修の章懋らが建言して罪に問われると、陳壮は抗議の上疏をおこなってかれらを救おうとした。成化帝が宦官を派遣して花木の採集にあたらせると、陳壮はまた上疏して諫めた。南京戸部尚書の陳翌が馬豆をもって百官の俸給に代えたいと請願した。陳壮が馬を飼うためのもので、士大夫を養うことはできないと言上したため、取りやめになった。
父が死去すると、陳壮は辞職して喪に服した。喪が明けると、陝西道監察御史に転じた。母が死去すると、また陳壮は辞職して喪に服した。喪が明けると、河南道監察御史に転じた。江西按察使司僉事となり、致仕して帰郷した。十数年にわたって家にあった。弘治年間、南京兵部尚書の張悦の推薦により、陳壮は福建按察使司僉事として起用され、督理屯田をつとめた。2年して、致仕を請願した。1500年（弘治13年）、倪岳が吏部尚書となると、陳壮は河南按察副使に抜擢された。飢饉にあたって振恤をおこなった。僉都御史の林俊が病のため帰休することになると、自らの代任として陳壮を推挙した。陳壮は転任することなく、再び致仕を請願した。鄖陽撫治の孫需が上奏して陳壮を慰留した。さらに2年して、陳壮はようやく致仕することができた。1504年（弘治17年）11月13日、死去した。享年は66。